# Ischiocentra clavata
Ischiocentra clavata är en skalbaggsart som beskrevs av Thomson 1860. Ischiocentra clavata ingår i släktet Ischiocentra och familjen långhorningar. Inga underarter finns listade i Catalogue of Life.